# Patrik Stenberg
Patrik Stenberg (* 13. November 1990) ist ein schwedischer Straßenradrennfahrer.
Patrik Stenberg gewann 2007 bei der schwedischen Meisterschaft mit seinem Team die Mannschaftswertung beim Einzelzeitfahren der Junioren. Im nächsten Jahr belegte Stenberg den sechsten Rang in der Gesamtwertung der Trofeo Karlsberg, er wurde schwedischer Junioren-Vizemeister im Straßenrennen, sowie im Einzelzeitfahren und er gewann eine Etappe beim Westbrabantse Pijl. In der Saison 2009 fuhr er für das schwedische Amateurteam Cykelcity.se, wo er das Scandinavian Open Road Race für sich entscheiden konnte.

## Erfolge
2009
- Scandinavian Open Road Race

## Teams
- 2011 Team Cykelcity